# Fredrika Bremer
Fredrika Bremer (uttal (fil)), född 17 augusti 1801 på Tuorla i Pikis socken nära Åbo, död 31 december 1865 på Årsta slott i Österhaninge socken, Stockholms län, var en svensk författare, kvinnorättskämpe och välgörenhetsidkare.  
Fredrika Bremer anses vara den svenska kvinnorörelsens främsta pionjär och som författare introducerade hon den realistiska romanen i Sverige. Hennes roman Hertha blev opinionsbildande vilket efter en livlig debatt medförde att riksdagen 1858 beslöt att ogifta kvinnor skulle få rätt att ansöka om att myndighetsförklaras (gifta kvinnor blev myndiga först genom 1921 års lag). Redan under sin livstid var hon internationellt uppmärksammad och hennes böcker såldes över hela Europa. Även i Australien var hon uppskattad.

## Biografi

### Uppväxt och unga år

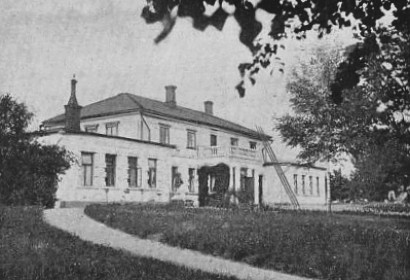
Tuorla i Pikis socken i Egentliga Finland, där Fredrika Bremer föddes.

Fredrika Bremers släkt lär ha kommit från Bremen i samband med att en handlare Isac Bremer (1683–1713) flyttade till Västerås. Där gifte han sig med Anna Hult, född 1687. Deras son Jacob Bremer (1711–1785) flyttade till Finland (dåvarande Sverige) och blev skeppsredare i Åbo och i hans andra gifte med Ulrika Fredrika Salonius föddes sonen Carl Fredric. Brukspatron och grosshandlare Carl Fredric Bremer och hans hustru Birgitta Charlotta Hollström (1777–1855) blev föräldrar till Fredrika som var näst äldst av sju syskon.
Fredrika Bremer växte upp i Stockholm dit familjen flyttade 1805. Fadern hade varit en av Sveriges mest framgångsrika affärsmän, familjen var således mycket förmögen och köpte, förutom en paradvåning i huvudstaden, det anrika godset Årsta slott. De ägde även Nynäs gård i  Ösmo socken och bodde där under tiden som det förfallna slottet upprustades. Liksom i andra välbärgade familjer undervisades syskonskaran av en guvernant i hemmet.
Fadern var auktoritär och tungsint men gentemot familjen känslostyrd och lynnig, medan modern var en societetsdam med fransk fostran. Redan vid åtta års ålder fick Fredrika Bremer börja skriva fransk vers. Som barn reagerade hon ofta upproriskt vilket ansågs tyda på ett konstnärligt temperament. Moderns uppfostran var mycket sträng och varje morgon fördes Fredrika och hennes systrar in till henne för att niga och kyssa hennes hand och de skulle äta minimalt för att bli graciöst "zefyrliknande", eftersom deras framtid vilade i att bli förnämt bortgifta. Ogifta kvinnor var vid den här tiden ännu omyndiga och att de skulle försörja sig genom eget arbete ansågs uteslutet.
När döttrarna vistades i staden och bad att få gå ut och promenera, svarade modern att sådant ej passade unga flickor annat än i äldre personers sällskap. Om de ville ha motion fick de ställa sig bakom en stol, hålla i ryggstödet och hoppa upp och ner 200 gånger. Bremer prövade en gång men brast ut i gråt då hon tappade tålamodet. Bättre var det ute på landet för där fick de röra sig fritt i slottsparken och plocka blommor, frukt och bär. Den livliga flickan var dock sällan sina föräldrar till lags och inför modern tyckte hon sig dessutom vara ful..
Senare i livet uppgav Fredrika att hon kommit till insikt om att moderns fel som uppfostrare berodde på att hon var insnörd i sin tids fördomar. Men nu kände sig bara djupt olycklig. Aldrig fick hon en smekning eller ens ett erkännande ord av far eller mor. Hon var, som hon senare skrev, "utestängd från barndomens Eden". Och den uppfostran hemmet gav "var av den vanliga arten", skriver hon själv, "som gav ytliga talanger, ytliga kunskaper, moraliska sentenser i huvudet och fåfänga i hjärtat". Hon började sörja över att hon var flicka. "Att bli någonting för Sverige, därom bad jag med brinnande iver i mitt trettonde år", skrev hon senare.
År 1813, då svenska armén fördes över till Tyskland, var Södermanlands regemente inkvarterat på Årsta. Luften var mättad med krigsstämning, och den tolvåriga flickan brann av lust att också gå ut i kriget. Hon gjorde upp de vildaste planer att under förklädnad komma med och vinna ära och berömmelse. Ett par gånger smög hon sig också hemifrån och gick utåt vägen till Stockholm med en oklar förhoppning att någon skulle ta henne med dit och sedan till Tyskland. Men innan hon väl hunnit en fjärdingsväg hade mod och krafter sjunkit, och hon tvingades vända om.
År 1821 begav sig Bremer tillsammans med familjen och betjänten iväg på en resa i täckvagn ner till kontinenten, en så kallad bildningsresa för unga damer och herrar. Meningen var att de skulle ta lärdom av språken och den kontinentala kulturen. Familjen besökte Tyskland, Schweiz, Frankrike, och Nederländerna.
I Paris där de stannade en längre tid fick hon insikt i stadens sociala verksamheter, en erfarenhet hon tog med sig. Efter hemkomsten 1823 deltog hon i Stockholms sällskapsliv eller fördrev tiden med att brodera, konversera, läsa dikter och andra för en ung dam lämpliga sysslor. "Broderande på en evig och grå halsremsa domnade jag alltmer, det vill säga i mina livligare krafter, i min håg att leva", skrev hon i sin dagbok.
Förutom att skriva studerade hon naturen och tecknade gärna och hon fann ett lugn och en tillfredsställelse i att spinna, medan hennes främsta kall tog sikte på att försöka hjälpa de socialt utstötta.

### I Årsta och på Tomb i Norge

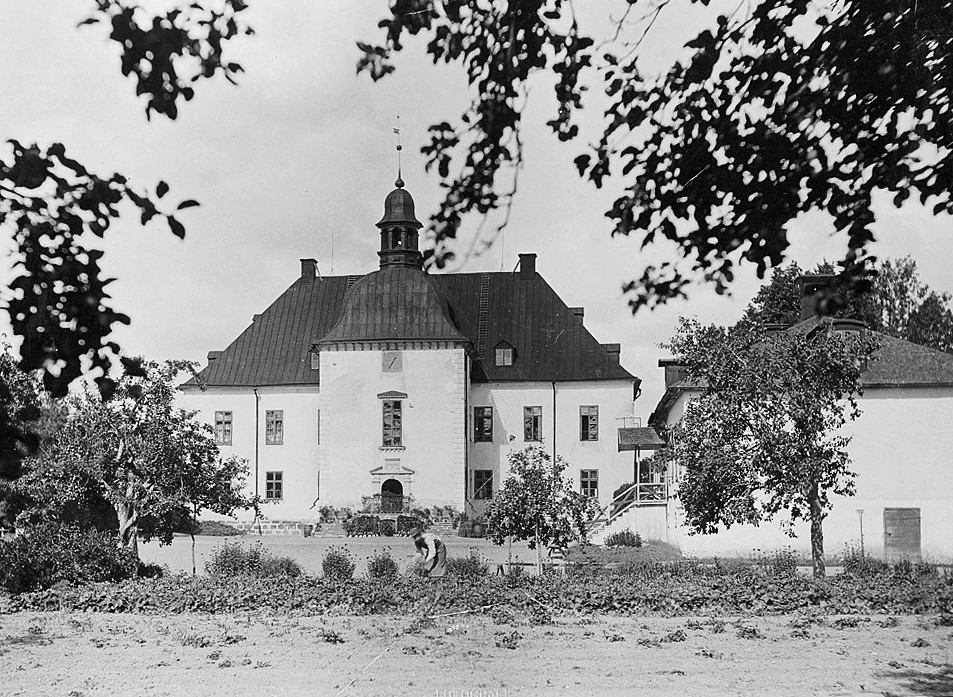
Familjegodset Årsta slott. Foto från 1896. Fotograf: Carl Curman.

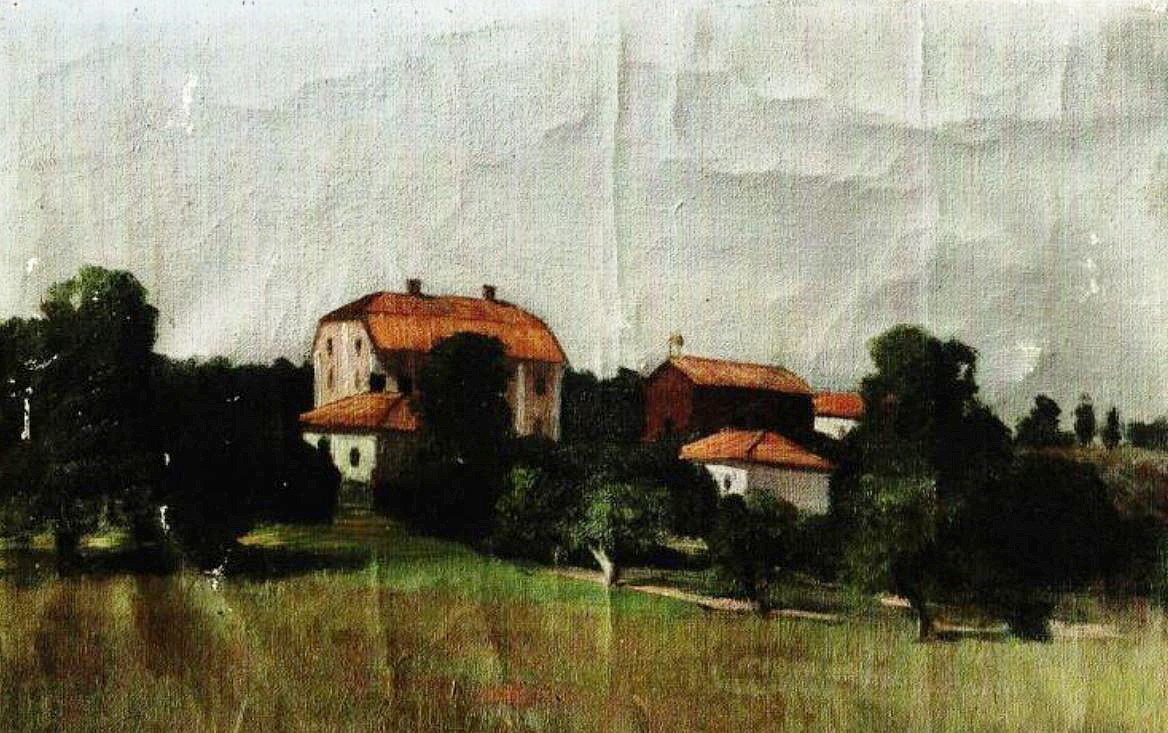
Hesslingby från öster, där Fredrika Bremer under åren 1832–1847 bedrev socknens första skola. Oljemålning av Hjalmar Nyholm (1899).

Bremer vistades alltsedan barndomen mest på familjegodset Årsta där hon på 1820-talet och framförallt efter faderns död 1830 med en religiös övertygelse ägnade sig åt att förbättra livet för traktens många fattiga och sjuka. Hon utvecklade samtidigt sina konstnärliga och litterära färdigheter och påbörjade trilogin Teckningar utur vardagslifvet. Romanen tillkom under påverkan av den brittiska brevromanen, Jeremy Benthams utilitarism, platonskt influerad humanism, Friedrich Schiller, och Johann Gottfried Herder. Efter debuten av denna skildring där bland annat familjen H ingår och som mest grundar sig på hennes egna erfarenheter, vann hon ett utbrett erkännande. Hennes andliga tänkande utvecklades när hon som brevvän med Per Johan Böklin, rektor i Kristianstads trivialskola, där Bremer vistades som elev 1831, utbytte religiösa och filosofiska frågor. Böklin, sedermera kyrkoherde, förblev hennes närmaste vän resten av livet. Deras korrespondens finns utgiven av Klara Johansson och Ellen Kleman i Fredrika Bremers brev 1–4 (1915–20). Han friade till henne vid ett flertal tillfällen, men hon tackade nej.
Från år 1805 bodde familjen Bremer på godset Årsta slott och samtidigt ägde hennes far Carl Fredric Bremer gården Hässlingby med underlydande gårdar. Gården Hässlingby ligger strax väster om Österhaninge kyrka och nära Årsta slott. Hässlingby drevs av arrendatorer och gården hyrdes ut. Fredrika Bremer startade 1832 en skola på Hässlingby, tio år före folkskolestadgan. Under åren 1832–1847 drev hon på Hässlingby socknens första egentliga skola enligt den så kallade växelundervisningsmetoden.
Fritz von Dardel berättar i sina Minnen om sitt första sammanträffande med Bremer år 1833. Hon är, skriver han, "till det yttre liten och ful och en smula missbildad men hon har en mild behaglig röst och en angenäm konversation. Hon kan dock framställa ganska besvärliga frågor – så ville hon helt plötsligt hava reda på, om jag var religiös." Samma år i juli 1833 dog hennes syster Hedda efter en tids sjukdom under svåra plågor, som givetvis än mer påverkade hennes existentiella funderingar.
När Böklin hastigt gifte sig 1835 drog Bremer sig undan sällskapslivet, men deras korrespondens fortsatte snart liksom tidigare. Under långa perioder var hon nu bosatt hos grevinnan Stina Sommerhielm på Tomb i Norge där hon skrev ett av sina mest kända verk, romanen Grannarne (1837). I likhet med hennes övriga prosa är den delvis självupplevd med inslag av hennes egna förhoppningar. Den förnyar samtidens språk genom att låta romanens berättare vara mindre påträngande och därigenom mer objektiv och mindre uttalat moraliserande. Vid romanens tillkomst hade hon studerat Goethe.
Även den följande romanen, Hemmet (1839), bär influenser av Goethe. Mest påfallande med denna är dock systerskapet, som utan idealisering av personer framhåller gemenskapens betydelse och då särskilt för ogifta kvinnor. Hennes romaner är i regel skrivna med en synlig, kvinnlig berättare och kvinnliga huvudpersoner med fadersrelationen och familjen som huvudmotiv.

### 1840–1854

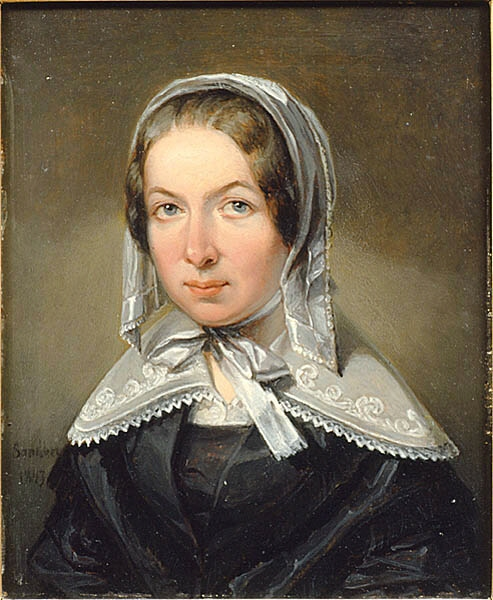
Fredrika Bremer målad av Johan Gustaf Sandberg 1843.

Fredrika Bremer hade under 1830-talet befäst sin ställning som den svenska romankonstens främsta namn. Åren runt 1840 blev hon även internationellt känd genom översättningar till tyska och engelska. Hon hade en ansenlig inkomst men var, som alla kvinnor, omyndig. Hon bestämde sig för att gå till kungs för att bli myndigförklarad. Hennes ansökan beviljades av konseljen och kung Karl XIV Johan den 14 december 1840. Hon var nu fri att helt råda över sig själv.
År 1842 skrev hon sin första icke skönlitterära bok, Morgon-väckter, en religiös idéskrift i den aktuella debatten. I Stockholm fortsatte hon det välgörenhetsarbete hon sysslat med i yngre år, samt bröt sin isolering genom att delta i det högborgerliga och intellektuella umgängeslivet. En av hennes goda vänner var Erik Gustaf Geijer och hon umgicks även med Esaias Tegnér och Malla Silfverstolpe.
Gunnar Wennerberg skriver om sitt sammanträffande med Fredrika Bremer i Marstrand 1849 till sina vänner i Uppsala, professorskan Alida Knös och hennes dotter Thekla Knös: "Förlåt mig följande reflexion, som dock kommer à propos: ett fruntimmer, om än aldrig så utmärkt av snillets och hjärtats gåvor, är och förblir avskyvärt, ett monster, en Tintomara – ja mara, om hon kläder sig så som vår goda Fredrika. Vad gör det, om man är ful? Det äro de flesta. Men man bör av var och en (och isynnerhet ett fruntimmer) ha rättighet att fordra, att hon eller han gör sig så dräglig som möjligt och ej glömmer att hur ful han av naturen må vara, han dock i sin helhet är guds beläte."
Wennerbergs uppfattning att hennes klädsel var viktigare än hennes gärningar talar för sig själv. 
Efter att ha läst Alexis de Tocquevilles skildring av Amerika, reste Bremer till USA 1849 där hon stannade till november 1851 och även besökte Karibien och Kuba. Hon ansåg amerikaner som riktiga idealmänniskor. Hon hade, som hon skriver, här funnit "några sköna människoexemplar, i vilka jag sett och ser det nya, bättre släkte, den skönare mänsklighet, som vi längta till, som vi hoppas på". Vad de svarta beträffar noterade hon att de var underlägsna de vita i intellektuell förmåga, men, säger hon, "deras moraliska öra synes mig rent och fint liksom deras musikaliska; deras känsloliv är starkt och varmt". Senare upptäckte hon, att det även fanns en hel del negativa aspekter av Nordamerika. Hennes totalintryck av Nya världen var dock att hon fått "dricka morgondaggen av en ny skapelse, och det har", skrev hon, "för alltid förfriskat min själ".
Hennes upplevelser som finns i dagboksanteckningar och brev till systern Agathe, resulterade i reportaget Hemmen i den nya världen (1853–54). Man möter i hennes bok ett bildgalleri av storslagna män och kvinnor, som vigt sitt liv åt filantropisk verksamhet. Dock kände författarinnan att hennes förhoppningar om de amerikanska kvinnorna till en viss grad blivit besvikna. Hon tvingades konstatera att även de i allmänhet rörde sig inom en trång krets med små intressen. Men hon fann dock en lovande början till kvinnornas frigörelse och medborgerliga verksamhet. Hon fick se dem praktisera som läkare, och över huvud taget fick hon se kvinnan både inom och utom hemmet utöva ett inflytande som man inte drömt om i Europa. Hennes totalintryck av amerikanarnas företräden framför Gamla världens folk blev: "Ett varmare hjärtelag, ett mera energiskt, ungdomsstarkt liv."
I USA hade hon än mer fått insikt i den filantropiska verksamheten och hon försökte starta ett världsfredsprojekt i England med en programskrift som trycktes i The Times 1854. Vid denna tid kallar hon sin ideologi för "kristen socialism", en i dåtidens England förekommande riktning, då konkurrenstanken enligt henne var oförenlig med det kristna budskapet.  Hon uppfattas dock ofta som kristen socialliberal . Om sina erfarenheter I Storbritannien berättade hon i en serie tidningsartiklar i Aftonbladet, vilka utkom i bokform på fem olika främmande språk: danska, engelska, tyska, holländska och polska. Först långt senare blev de även utgivna på svenska. Hon var djupt kritisk till hur de brittiska fabriksarbetarna och barnarbetarna behandlades.
I USA döptes Bremer County i Iowa 1851 efter Bremer. Namnet föreslogs av delstatens guvernör Stephen Hempstead som beundrade henne. Under vistelsen i USA fotograferades Bremer av porträttfotografen Matthew Brady. 
Fredrika Bremer kom hem från sin långa resa med rika intryck och med blicken skärpt för de många fördomar som hon ansåg ännu rådde i gamla Sverige. Hon brann av längtan att få omsätta sina nya idéer i praktiken och blev initiativtagare till flera kvinnoföreningar – "fruntimmersföreningar" som det på den tiden hette – med filantropiskt syfte.

### Idéromanen Hertha

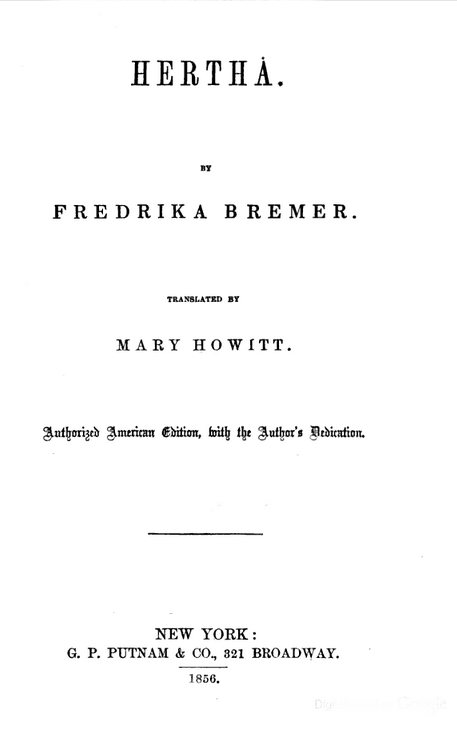
Den amerikanska upplagan av Hertha.

År 1856 utgav Fredrika Bremer idéromanen Hertha, med undertiteln En själs historia, teckning ur det verkliga livet, som handlar om hur viktigt det var att kvinnor fick sin myndighet. Huvudpersonen, Hertha, för en kamp mot sin förmyndare och försöker slippa att bli bortgift. Litteraturprofessor Sverker Ek kallar romanen 1926 tendentiös och säger att den vittnar om en inre känslomässig brist, men att den även är ett uttryck för mod då romanen utmanade hennes popularitet. Bland feminister har romanen dock givit Fredrika Bremer en nästan ojämförlig beundran och hon kallas ofta för den svenska kvinnorörelsens grundare, trots att uttryck för feminism redan fanns hos bland andra Hedvig Charlotta Nordenflycht. 
Romanen väckte offentlig debatt och den så kallade Herthadiskussionen ledde till att riksdagen 1858 beslöt att ogifta kvinnor skulle få rättigheten att ansöka om att bli myndiga vid 25 års ålder. Vidare öppnades 1861 Högre lärarinneseminariet i likhet med den "högskola" som föreslås i Hertha. Påverkad av romanen grundade Sofie Leijonhufvud Tidskrift för hemmet 1859.
Fredrika Bremer yrkade aldrig i sina emancipationssträvanden på kvinnans fullständiga likställighet med mannen utan utgick ifrån uppfattningen att mannen och kvinnan hade vissa särskilda verksamhetsområden sig anvisade av naturen: "Jag har", skrev hon en gång till Böklin, "lärt känna männer, fulla av godhet och kärlek, och mycket har förändrat sig inom mig. Jag har lärt älska det rent manliga och vet ingenting bättre än det rent kvinnliga. O att man och kvinna blott rätt visste att värdera var sin krets och var den andras!" Om kvinnan trädde in i politiken skulle samhället vinna mycket litet på det, menade hon, men kvinnan förlora oändligt mycket mer. "Det ges ju", fortsätter hon, "något högre än lagen, något viktigare än lagstiftning; det är den sedliga anda, som ingjuter i lagen sitt välgörande liv. Kvinnans deltagande i statslivet på samma sätt som mannen skulle förstöra hennes kvinnlighet, förtaga det välgörande av hennes inflytande på livet och sederna, och under striden med männer skulle mankönet snart bli för henne vad den gamla tanten hos Washington Irving kallade det, nämligen ’the opposite sex’."

### "Pilgrimsresan" och sista år

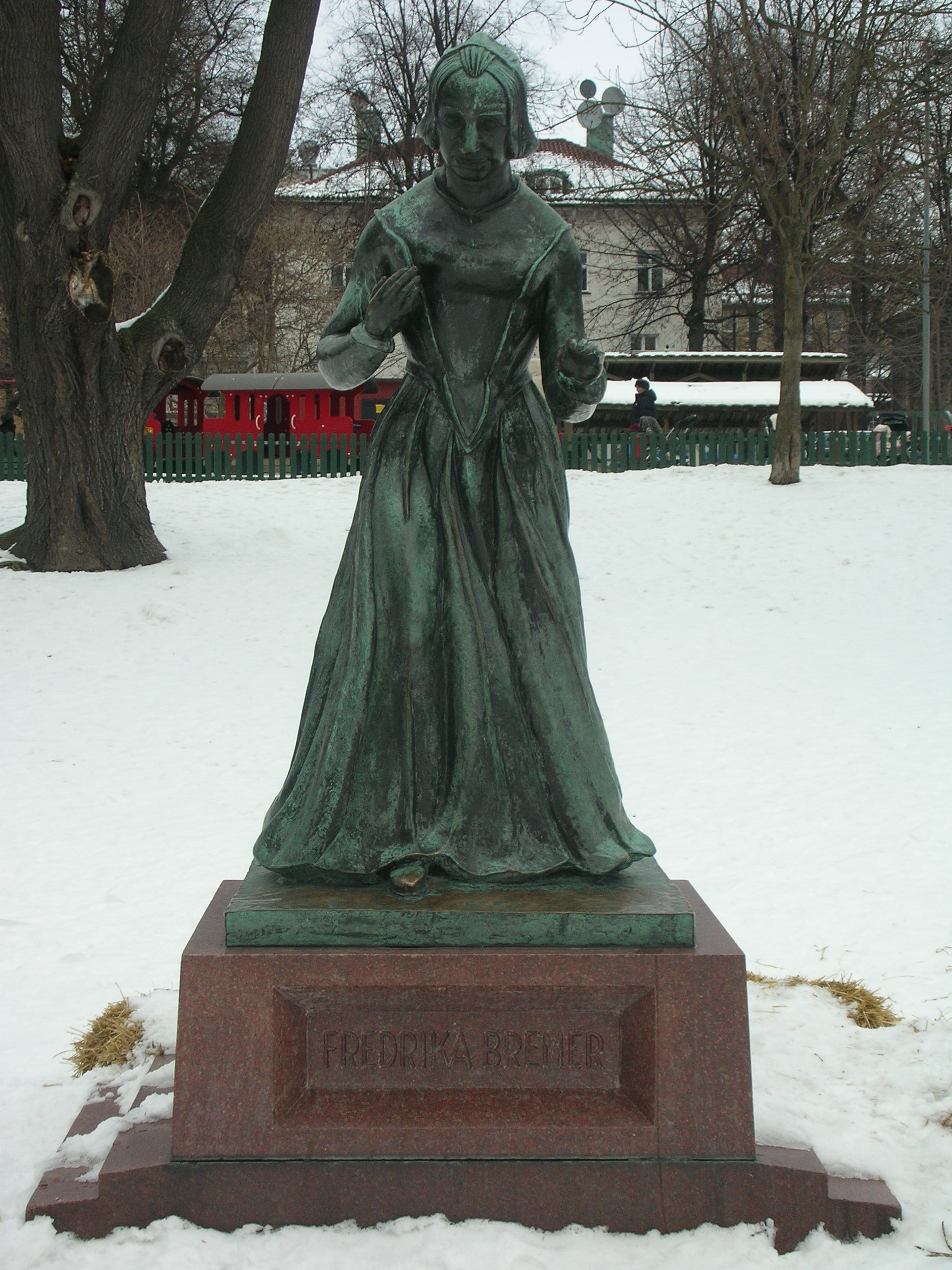
Fredrika Bremers staty i Humlegården i Stockholm av Sigrid Fridman, avtäckt den 2 juni 1927.

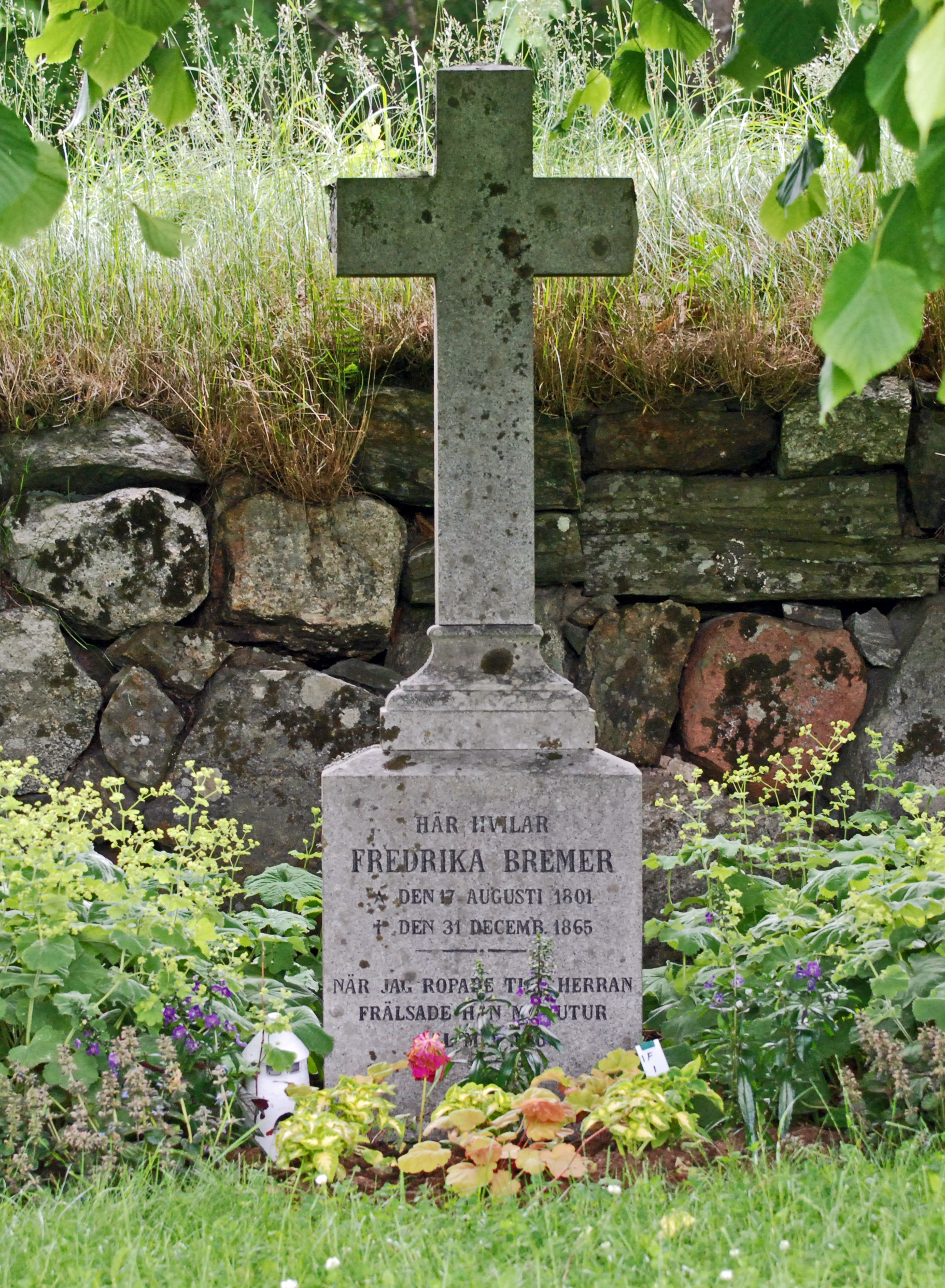
Fredrika Bremers grav vid Österhaninge kyrka.

Efter Herthas utgivning begav sig Bremer ner till södra Europa; först Schweiz, sedan Grekland, Italien, Frankrike och Orienten. Om detta har hon skrivit i Lifvet i gamla världen (1860–1862). Filantropen Fredrika Limnell bekostade en stor del av hennes resa mellan Italien och Palestina.
Framför allt studerade hon nu de olika kyrkorna. Hon hade ett samtal med påven och fick ett mycket sympatiskt intryck av hans förståelse för oliktänkande, varigenom han enligt henne avgjort skilde sig från andra katoliker som hon träffat. I den katolska kyrkans lära fann hon mycket som hon sympatiserade med. Under en tid bodde hon i ett kloster, Sacré-Cœur, för att låta sig undervisas av en lärd  munk och en nunna. Fredrika Bremer var visserligen ingen fullt rättrogen lutheran, men hon hade i alla fall kommit till övertygelsen att lutherska kyrkan var "ett av de minst ofullkomliga försök att fatta och sammanfatta Guds uppenbarelse i Kristus".
Under denna tid hade Bremer en tanke att bygga en framtidskyrka där alla trosuppfattningar skulle vara välkomna. Hon kallade detta för "den högsta kritiska ståndpunkten" och menade att flera religioner och moralsystem verkligen kunde enas. Vissa folk ansåg hon dock vara oförbätterliga och då kunde hennes försoningstanke, som annars var så framträdande, vara mycket fjärran. Hon var visserligen långt före sin tid i många avseenden, men i vissa fall satt hon fast i gamla föreställningar. Åsa Moberg placerar hennes åsikter i samtidens kolonialism och missionerande, där "förbättring var förändringens enda tänkbara väg" och hon nämner vidare att "samma egocentriska godhet genomsyrar alla 1800-talets politiska och sociala frågor". För detta lär Fredrika Bremer ha fått skarpt kritik under senare år.
Hon återvände till Sverige 1861. De sista åren deltog hon bland annat i den segdragna debatten om ståndsriksdagen, som ledde till representationsreformen vilken trädde i kraft 1866. Efter en kort tids sjukdom avled hon på nyårsafton 1865 i sin kammare på Årsta slott. Hennes kvarlåtenskap inbegrep opublicerat material som ärvdes av hennes syster Charlotte Quiding. Hon utgav valda delar men förstörde stora partier, resten överlät hon till Kungliga biblioteket. Fredrika Bremer ligger begravd i familjegraven vid Österhaninge kyrka i Haninge kommun.

## Eftermäle

Tidskriften Hertha.

Fredrika-Bremer-Förbundet bildades 1884 av Sophie Adlersparre. Det är en av Sveriges äldsta kvinnoorganisationer. Sedan 1914 ger förbundet ut tidskriften Hertha (innan dess gav förbundet ut tidskriften Dagny).
På 1970-talet väcktes intresset för Fredrika Bremer ånyo. Av de många som forskat om hennes liv, tankar och gärningar kan särskilt nämnas Selma Lagerlöf, Klara Johanson, Elin Wägner, Sture Linnér, Henrik Schück, Agneta Pleijel och Carina Burman.

### Böcker (med e-bokslänkar)
Nedan listas Fredrika Bremers bokproduktion. Länkar ges till de e-böcker som finns tillgängliga.
- Teckningar utur vardagslifvet (Uppsala, 1828–1831)
  - D. 1, Axel och Anna ; Tvillingarna ; Förhoppningar ; Brev över Stockholms supéer (Uppsala, 1828)
    - Axel och Anna m.fl. (1911) i fulltext på Projekt Runeberg

  - D. 2, Den ensamma ; Famillen H*** ; Tröstarinnan ; Miniatyrer (Uppsala, 1830)
    - Familjen H*** (1922) i fulltext på Projekt Runeberg
    - Familjen H*** (1841) i fulltext på Google Books
    - Famillen H*** (2000) i fulltext på Litteraturbanken

  - D. 3, Famillen H*** : fortsättning (Uppsala, 1831)
    - Famillen H***. Fortsättning (1831) i fulltext på Litteraturbanken
    - Familjen H*** (1841) i fulltext på Google Books
- Nya teckningar utur vardagslivet (Stockholm, 1834–1858)
  - D. 1, Presidentens döttrar" : svenskt original : berättelse / af en guvernant :  Stockholm, 1834)
    - Presidentens döttrar, Avd. 1 (1834) i fulltext på Göteborgs universitetsbibliotek
    - Presidentens döttrar, Avd. 1 (1840) i fulltext på Google Books
    - Presidentens döttrar, Avd. 2 (1834) i fulltext på Göteborgs universitetsbibliotek

  - D. 2, Nina (Stockholm, 1835)
    -  Nina, Avd. 1. Stockholm: L. J. Hjerta. (1835). Libris 16909537 Fulltext: Göteborgs universitetsbibliotek,
    -  Nina, Avd. 2. Stockholm: L. J. Hjerta. (1835). Libris 17636497 Fulltext: Göteborgs universitetsbibliotek, Google Books

  - D. 3, Grannarne (Stockholm..., 1837)
    -  "Grannarne". Stockholm: Schmidt. 1887. Libris 18079061 Fulltext: Göteborgs universitetsbibliotek, Google Books
    - Grannarna (1927) i fulltext på Projekt Runeberg
    - Grannarne (2000) i fulltext på Litteraturbanken

  - D. 4, Hemmet, eller familjesorger och fröjder : i fyra avd. Stockholm, 1839)
    -  Hemmet, eller familjesorger och fröjder, Avd. 1-2. Stockholm: L. J. Hjerta. (1839). Libris 18292130 Fulltext: Göteborgs universitetsbibliotek, Google Books
    - Hemmet, eller familjesorger och fröjder Avd. 3–4 (1839) i fulltext på Göteborgs universitetsbibliotek

  - D. 5, Strid och frid eller några scener i Norge (Stockholm, 1840)
    -  Strid och frid eller några scener i Norge. Stockholm: L. J. Hjerta. (1840). Libris 13456033 Fulltext: Göteborgs universitetsbibliotek, Google Books

  - D. 6, En dagbok (Stockholm, 1843)
    - En dagbok (1843) i fulltext på Göteborgs universitetsbibliotek

  - D. 7, I Dalarne (Stockholm, 1845)
    - I Dalarne (1845) i fulltext på Göteborgs universitetsbibliotek

  - D. 8, Syskonlif, Avd. 1–2 (Stockholm, 1848)
    - Syskonlif (1848) i fulltext på Göteborgs universitetsbibliotek

  - D. 9, Hertha (Stockholm, 1856)
    -  Hertha, eller en själs historia : teckning ur det verkliga livet. Stockholm: Bonnier. 1856. Libris 9153522 Fulltext: Göteborgs universitetsbibliotek, Projekt Runeberg (1971)

  - D. 10, Fader och dotter : en skildring ur livet (Stockholm, 1858)
- Trälinnan : en teckning ur forntiden (Stockholm, 1840)
  - Trälinnan (1840) i fulltext på Google Books
- Morgon-väckter : några ord i anledning av "Strauss och evangelierna" : trosbekännelse (Stockholm, 1842)
  - Morgon-väckter (1842) i fulltext på Google Books
- Ett par blad ifrån Rhenstranden, eller Marienberg och Kaiserswerth 1846 (Stockholm, 1848)
  - Ett par blad ifrån Rhenstranden (1848) i fulltext på Google Books
- Midsommarresan : en vallfart (Stockholm, 1848)
  - Midsommarresan (1848) i fulltext på Google Books
- Lif i Norden : skizz (Stockholm, 1849)
  - Lif i Norden (1849) i fulltext på Google Books
- Hemmen i den nya världen : en dagbok i brev, skrivna under tvenne års resor i Norra Amerika och på Cuba (Stockholm, 1853–1854)
  - Hemmen i den Nya verlden (1854) i fulltext på Google Books
- Livet i Gamla Världen : dagboks-anteckningar under resor i Söder- och Österland (Stockholm, 1860–1862)
  - D. 1,  Schweits. Stockholm: Bonniers. 1860. Libris 16605808. http://hdl.handle.net/2077/36002
  - D. 2,  Italien. Stockholm: Bonniers. 1860. Libris 18292145. http://hdl.handle.net/2077/40201
  - D. 3,  Palestina och Turkiet. Stockholm: Bonniers. 1861. Libris 16605806. http://hdl.handle.net/2077/36003
  - D. 4,  Palestina och Turkiet. Stockholm: Bonniers. 1861. Libris 16605814. http://hdl.handle.net/2077/36000
  - D. 5,  Grekland och dess öar. Stockholm: Bonniers. 1862. Libris 17116357. http://hdl.handle.net/2077/37318
  - D. 6,  Grekland och dess öar. Stockholm: Bonniers. 1862. Libris 16605811. http://hdl.handle.net/2077/36001
- Liten pilgrims resa i det heliga landet : förra afdelningen : öfversigt af land och folk, Karmel, Nazareth, Cana, Genesareth, Tabor (Stockholm, 1865)
- England om hösten år 1851 / utgiven och kommenterad av Klara Johanson (Stockholm, 1922)

I Svenska Vitterhetssamfundets regi har tre av Fredrika Bremers verk givits ut i nya textkritiska utgåvor (inklusive inledning, textkritiska kommentarer och ordförklaringar):
Grannarne från 1837 (Stockholm, 2000),
Famillen H*** från 1830 (Stockholm, 2001) samt
En dagbok från 1843 (Stockholm, 2009)

### Valda och samlade verk
- Sjelfbiografiska anteckningar, bref och efterlemnade skrifter : jemte en teckning af hennes lefnad och personlighet. 1-2. Örebro. 1868. Libris 10229843. https://runeberg.org/fbremer/
- Samlade skrifter i urval. 1-6. Böcker för hemmet ; 1. Stockholm: Beijer. 1868-1872. Libris 1946669
- Fredrika Bremers brev / samlade och utgivna av Klara Johanson och Ellen Kleman. Stockholm: Norstedt. 1915-1920. Libris 8072962. https://litteraturbanken.se/bibliotek?filter=bremer%20fredrika%20brev%20klara&mc_cid=8b8de7144c&mc_eid=b04a2daaf5
  -  Del 1 1821-1838. Stockholm: Norstedt. 1915. Libris mwbb753fk57c844s. http://hdl.handle.net/2077/58671
  -  Del 2 1838-1846. Stockholm: Norstedt. 1916. Libris 08ppmgtqxlnts20m. http://hdl.handle.net/2077/58672
  -  Del 3 1846-1857. Stockholm: Norstedt. 1917. Libris nxbdk7cjlk3wpl4z. http://hdl.handle.net/2077/58625
  -  Del 4 1857-1865 : med tillägg 1832-1865. Stockholm: Norstedt. 1920. Libris r1gw3btwpj7mmdvx. http://hdl.handle.net/2077/58644
- Fredrika Bremer i brev : ett urval / red. av Ellen Kleman ; med förord av Klara Johanson. Fredrika-Bremer-förbundets skriftserie, 99-1618824-6 ; 9. Stockholm: Natur o. kultur. 1944. Libris 1397943

#### Vetenskaplig utgåva från Svenska vitterhetssamfundet
- En dagbok / utgiven med inledning och kommentarer av Maria Wahlström ; huvudredaktör: Petra Söderlund, biträdande huvudrekaktör: Barbro Ståhle Sjönell. Svenska författare. Ny serie, 1100-729X. Stockholm: Svenska vitterhetssamfundet, SVS. 2009. Libris 18150759. ISBN 978-91-7230-145-0. http://litteraturbanken.se/forfattare/BremerF/titlar/EnDagbok/info
- Famillen H*** / utgiven med inledning och kommentarer av Åsa Arping. Svenska författare. Ny serie, 1100-729X. Stockholm: Svenska vitterhetssamfundet (SVS. 2000. Libris 18150820. ISBN 9172300949. http://litteraturbanken.se/forfattare/BremerF/titlar/FamillenH/info
- Grannarne / utgiven med inledning och kommentarer av Carina och Lars Burman. Svenska författare. Ny serie, 1100-729X. Stockholm: Svenska vitterhetssamfundet (SVS. 2000. Libris 18150821. ISBN 9172300922. http://litteraturbanken.se/forfattare/BremerF/titlar/Grannarne/info
- Hertha, eller En själs historia : teckning ur det verkliga lifvet / utgiven med inledning och kommentar av Åsa Arping och Gunnel Furuland... Svenska författare. Ny serie, [1100-729X]. Stockholm: Svenska vitterhetssamfundet. 2016. Libris 21260009. https://litteraturbanken.se/forfattare/BremerF/titlar/Hertha2016/sida/III/faksimil?mc_cid=8b8de7144c&mc_eid=b04a2daaf5

## Priser och utmärkelser
- Svenska akademiens guldmedalj 1931 för Teckningar ur vardagslivet